# Rita Mae Brown
Rita Mae Brown (Hanover, Pensilvania; 28 de noviembre de 1944) es una prolífica escritora estadounidense, conocida por sus novelas de misterio y de otros géneros. Adicionalmente, como guionista ha sido nominada al premio Emmy. También se la conoce por haber sido una comprometida activista feminista y a favor de los derechos LGBT.

## Biografía
Brown nació en Hanover, Pensilvania y creció en Florida, y desde 2004 vive en las afueras de Charlottesville, Virginia. 
En la década de 1960 Brown fue a la Universidad de Florida. Se mudó a Nueva York y fue a la Universidad de Nueva York, donde obtuvo un grado en clásicos e Inglés. Más tarde obtuvo otro en cinematografía de la Escuela de Artes Visuales de Nueva York. También tiene un doctorado en ciencias políticas del Institute for Policy Studies de Washington D. C.
A finales de la década de 1960, Brown se concentró en la política. Se convirtió en activista del movimiento por los derechos civiles estadounidenses, del movimiento contra la guerra, el movimiento de la liberación gay y el movimiento feminista. Cofundó la Student Homophile League y participó en los disturbios de Stonewall —(pg 243 de la edición de 1997 de "Rita Will": «Ahí estábamos Martha Shelley y yo en un océano de gays que se rebelaban [...] Martha, será mejor que nos larguemos de aquí»— en Nueva York. Aceptó una posición administrativa con la recién creada Organización Nacional de Mujeres, pero dimitió furiosa en febrero de 1970 por los comentarios anti-gais de Betty Friedan y los intentos de la ONM de distanciarse de la organizaciones lesbianas. Tuvo un papel protagonista en el grupo 'Lavender Menace' y su protesta en el Second Congress to Unite Women —Segundo Congreso para unir a las mujeres, en contra de los comentarios de Friedan y la exclusión de las lesbianas en el movimiento feminista— el 1 de mayo de 1970.
A comienzos de la década de 1970, se convirtió en uno de los miembros fundadores del periódico feminista lésbico The Furies Collective, que sostenía que la heterosexualidad era la raíz de toda la opresión.
Fue la novia de la tenista Martina Navratilova, la actriz y escritora Fannie Flagg, Judy Nelson y la política Elaine Noble.
A Brown le encanta la caza de zorros estadounidense, y es la maestra de su club. También ha jugado al polo y ha iniciado el Blue Ridge Polo Club, solo para mujeres.

## Obras

### Poesía
Brown comenzó su carrera como escritora escribiendo poesía:
- The Hand That Rocks The Cradle (1971)
- Songs To A Handsome Woman (1973)

### Novelas
Es famosa por ser autora de varios superventas y novelas tales como: 
- Rubyfruit Jungle (1973) ISBN 0-553-27886-X
- In Her Day ISBN 0-553-27573-9
- Six of One ISBN 0-553-38037-0
- Southern Discomfort ISBN 0-553-27446-5
- Sudden Death ISBN 0-553-26930-5
- High Hearts ISBN 0-553-27888-6
- Bingo ISBN 0-553-38040-0 (secuela de Six of One)
- Venus Envy ISBN 0-553-56497-8
- Dolley: A Novel of Dolley Madison in Love and War ISBN 0-553-56949-X
- Riding Shotgun ISBN 0-553-76353-9
- Loose Lips (2000) ISBN 0-553-38067-2 (Cuenta la historia entre Six of One y Bingo)
- Alma Mater (2002) ISBN 0-345-45532-0

Desde 1990 Brown ha escrito 'junto' a su gata Sneaky Pie Brown una serie de novelas de misterio que tienen como protagonista a la gata Mrs. Murphy. Entre estas están: 
- Wish You Were Here (1990)
- Rest In Pieces (1992)
- Murder At Monticello (1994)
- Pay Dirt (1995)
- Murder, She Meowed (1996)
- Murder On the Prowl (1998)
- Cat On the Scent (1999)
- Pawing Through the Past (2000)
- Claws And Effect (2001)
- Catch As Cat Can (2002)
- The Tail Of the Tip-Off (2003)
- Whisker Of Evil (2004)
- Cat's Eyewitness (2005)
- Sour Puss (2006)
- Puss N' Cahoots (2007)

Rita Mae Brown ha escrito sobre su pasión por los caballos, galgos y la caza de zorros estadounidense en la ficción y no ficción durante años —Bingo, Riding Shotgun, los libros más recientes de Mrs. Murphy—. Brown también participa en su club local de caza de zorros estadounidense —en la que no se mata al zorro—. En el 2000 comenzó otra popular serie de novelas de misterio, centrado en un club de caza de zorros de Virginia liderado por «Sister» Jane Arnold. Los libros que lo forman son: 
- Outfoxed (2000)
- Hotspur (2002)
- Full Cry (2003)
- The Hunt Ball (2005)
- The Hounds and the Fury (2006)

### No ficción
Brown ha publicado obras de no ficción como Starting from Scratch: A Different Kind of Writer's Manual y su autobiografía Rita Will: Memoir of a Literary Rabble-Rouser. También ha publicado un manual de cocina, Sneaky Pie's Cookbook (1999).

### Guiones
Su guion de Slumber Party Massacre (1982) fue una parodia del género slash, pero los productores decidieron enfocarlo de manera seria. Otros guiones y telefilmes son:
- Murder She Purred: A Mrs. Murphy Mystery (1998) (TV)
- Mary Pickford: A Life on Film (1997)
- The Woman Who Loved Elvis (1993) (TV)
- Rich Men, Single Women (1990) (TV)
- Me and Rubyfruit (1989)
- My Two Loves (1986)
- The Long Hot Summer (1985)
- The Slumber Party Massacre (1982)
- I Love Liberty (1982)

En 1982, Brown fue nominada a un Emmy por Guion excepcional en un programa de variedades o música en I Love Liberty.

### Citas
1. ↑  Relatado por Brown en su autobiografía Rita Will y Starting from Scratch.
2. 1 2  Relatado por Brown en su autobiografía Rita Will.